# Soos (gemeindefreies Gebiet)
Das gemeindefreie Gebiet Soos liegt im mittelfränkischen Landkreis Roth. Soos ist Gemarkungsteil 1 der Gemarkung Leerstetten.
Der 1,30 km² große Staatsforst liegt zwischen Rednitzhembach und Schwanstetten. Die Bundesstraße 2 verläuft hindurch. Am östlichen Rand befindet sich der Main-Donau-Kanal und die Schleuse Leerstetten. Mit einer Hubhöhe von 24,67 Metern zählt sie zu den höchsten Schleusen Europas.